# Carole Beebe Tarantelli
Carole Jane Beebe Tarantelli (nascida em 12 de julho de 1942) é uma ex-membro do parlamento italiano nascida nos Estados Unidos. Ela foi a primeira cidadã americana eleita para a Câmara dos Deputados italiana.

## Câmara dos Deputados
Tarantelli foi eleita para a Câmara dos Deputados em 1987 e concentrou-se em questões femininas, incluindo legislação voltada para violações, violência doméstica, aborto e licença familiar.   Ela foi a primeira americana eleita para o parlamento na Itália.  Ela foi reeleita duas vezes e deixou o cargo em 1996.   Fazia parte do partido da Esquerda Independente .

## Prémios
Tarantelli recebeu o Prémio Alumnae Achievement do Wellesley College em 2005.